# Filanbanco
Filanbanco fue la mayor institución financiera de Ecuador. Fundado en la ciudad de Guayaquil en 1908 como un banco privado, pasó por una estatización no-litigiosa en 1998 y quebró en 2001 en el contexto de la crisis económica de 1998 y 1999.

## Historia

### Comienzos
Fue considerado el mejor banco por varios años a partir desde los años 60. El banco, que se llamaba La Filantrópica, fue adquirido en 1960 por el 
 Grupo Isaías, quienes decidieron cambiar su nombre por Filanbanco en 1976, con inyección de capital, lo hicieron con el propósito de dotar a la ciudad Guayaquil de una institución bancaria que mirara, sobre todo, la expansión del sector comercial y agrícola de la Región Litoral, que tenía auges con la exportación de varios productos como el banano y el cacao.
Bajo el mando de Enrique Isaías Barquet, La Filantrópica fomentó el desarrollo de la pequeña industria, el comercio y la agricultura, y se consolidó como una institución financiera fuerte y solvente, hasta su muerte en 1960, cuando la familia decidió conservar el banco e inyectarle capital.

### Crisis
Hasta 1998, perteneció a la Familia Isaías por tres generaciones, colapsó en el año 2001 luego de la crisis bancaria que acabó con la mitad del sistema financiero del Ecuador. El banco fue cedido en 1998 al Estado ecuatoriano por sus propietarios debido a la crisis de liquidez que afrontaba, a malos manejos económicos e inversiones no rentables e incluso a desastres naturales como el "Fenómeno de El Niño", en 1997 y las restricciones de bancos internacionales a ceder préstamos.
Fue fusionado por el gobierno con el Banco La Previsora mediante una operación cuestionada ya que el Filanbanco debió asumir las enormes pérdidas de Banco La Previsora. Una vez en poder del Estado ecuatoriano, este lo utilizó como banco de bancos al destinar sus activos para dar liquidez a bancos con problemas entre los años 2000 y 2001, época de plena crisis bancaria en Ecuador. El Filanbanco cerró definitivamente sus puertas en julio del 2001.
El Estado estaba realizando investigaciones sobre la administración de los hermanos Isaías, prófugos de la justicia ecuatoriana. El 8 de julio de 2008, la Agencia de Garantía de Depósitos, más conocida por su acrónimo AGD, asumió el compromiso de verificar los malos manejos económicos e incautar varias empresas relacionadas con la familia. Casi 10 años después, la AGD cumplió lo prometido y empezaron a incautar empresas del Grupo Isaías, Filanbanco fue una de ellas; con esto se empezó a devolver el dinero a muchos perjudicados, que no pudieron recuperarlo durante mucho tiempo. Pero falta mucho por seguir y tomar acciones legales contra el grupo Isaías con el fin de recuperar el dinero entregado a esta, estimado en 661 millones de dólares.
En abril del año 2012, el Juez de la Corte Nacional, Wilson Merino, dictó sentencia condenatoria en contra de los hermanos Isaías, condenándolos a ocho años de reclusión, y otras penas accesorias.